# 糖尿病足
糖尿病足是指因糖尿病造成的足部周邊動脈阻塞（PAD），或是其他感覺神經疾病。糖尿病足是慢性的糖尿病併發症。若有出現多種典型的糖尿病足病症，例如感染、糖尿病足潰瘍或神經性骨關節炎，稱為糖尿病足症候群。
因為糖尿病再伴隨著嚴重的周邊神經病變（糖尿病周邊神經病變），患者感覺痛的能力會減弱，因此會長期沒注意到腿部的小傷口，最後變成全層的糖尿病足潰瘍。足部無法感知痛的情形可以用512 mN的定量針刺刺激來診斷。研究指出糖尿病族群中，有出現過糖尿病足潰瘍的比例約有15%，不過也可能會高到25%。
糖尿病患者的周圍神經功能障礙也可能伴隨著周邊動脈阻塞（PAD），使得四肢末端的血液循環不良（糖尿病性血管病）。糖尿病足潰瘍的患者中，有半數有周邊動脈阻塞的問題。近來發現維生素D不足和糖尿病的足部感染有關，也會增加截肢及死亡的風險。
傷口可能需要很長的時間才會癒合，有可能會感染，進而擴散到骨骼及關節，嚴重的話可能要進行下肢截肢。糖尿病患者中，非創傷性截肢的最主要原因就是足部感染。

## 預防
預防糖尿病足的方式是調整身體代謝，並且控制血糖濃度，找到糖尿病足高風險的患者，特別是因為神經病變已沒有痛覺的患者，並且教育患者，多作足部的自檢，並且增加足部保健的知識。會教育患者定期檢查足部，是否有過度角化、皮癬菌病、皮膚病及腳畸形。控制足部穿著也很重要，因為因鞋襪太緊造成的腳趾反覆性受傷也是引發糖尿病足的原因之一，特別是有周邊神經病變的患者。有關教育程度較低患者，接受衛教是否有長期的預防效果，目前證據還很有限。
依照一份元分析的資料，「在所有提出預防糖尿病足潰瘍的方法中，只有足溫引導迴避療法在随机对照试验中有正面效果。」。

## 治療
糖尿病足的治療很有挑戰性，而且需要長期治療。包括整形外科輔具、手術、抗菌藥物以及局部敷料。
大部份的糖尿病足感染（DFI）會需要用全身性的抗生素。剛開始抗生素的選用會視感染程度、患者是否有用其他抗生素、感染原是否有已有抗藥性（例如耐甲氧西林金黄色葡萄球菌）而定。抗生素治療的目標是阻止感染，而且確保感染不會擴散。
目前還不清楚是否有某種抗生素在治療感染或是避免截肢上有比較好的效果。有一項試驗的結果是在治療糖尿病足感染，建議用厄他培南（可以搭配萬古黴素），比替加环素效果要好。目前也還不清楚多種抗生素造成的不良反應會比較多還是比較少。
針對糖尿病足治療，建議在利用傷口深層組織進行培養後，再使用抗生素。要用組織進行培養，不能只用膿拭子培養。抗生素需以正確的劑量使用，避免出現抗藥性，目前不清楚局部的抗生素對手術預後是否有幫助。

## 外部連結
- MedlinePlus: Diabetic Foot （页面存档备份，存于）